# Numata
Numata (jap. 沼田市 Numata-shi) – miasto w Japonii na Honsiu w prefekturze Gunma, na północ od Tokio. Ma powierzchnię 443,46 km². W 2020 r. mieszkały w nim 45 382 osoby, w 18 826 gospodarstwach domowych  (w 2010 r. 51 310 osób, w 19 159 gospodarstwach domowych). Zostało utworzone 1 kwietnia 1954.